# Sungai Sapih
Sungai Sapih is een bestuurslaag in het regentschap Padang van de provincie West-Sumatra, Indonesië. Sungai Sapih telt 11.223 inwoners (volkstelling 2010).